# Ranchito Nuevo de Buenavistilla
Ranchito Nuevo de Buenavistilla är en ort i Mexiko.   Den ligger i kommunen San José Iturbide och delstaten Guanajuato, i den centrala delen av landet, 210 km nordväst om huvudstaden Mexico City. Ranchito Nuevo de Buenavistilla ligger 2 156 meter över havet och antalet invånare är 575.
Terrängen runt Ranchito Nuevo de Buenavistilla är huvudsakligen kuperad, men norrut är den platt. Runt Ranchito Nuevo de Buenavistilla är det ganska tätbefolkat, med 144 invånare per kvadratkilometer. Närmaste större samhälle är San José Iturbide, 6,8 km norr om Ranchito Nuevo de Buenavistilla. Trakten runt Ranchito Nuevo de Buenavistilla består i huvudsak av gräsmarker.